# Wiggle side chair

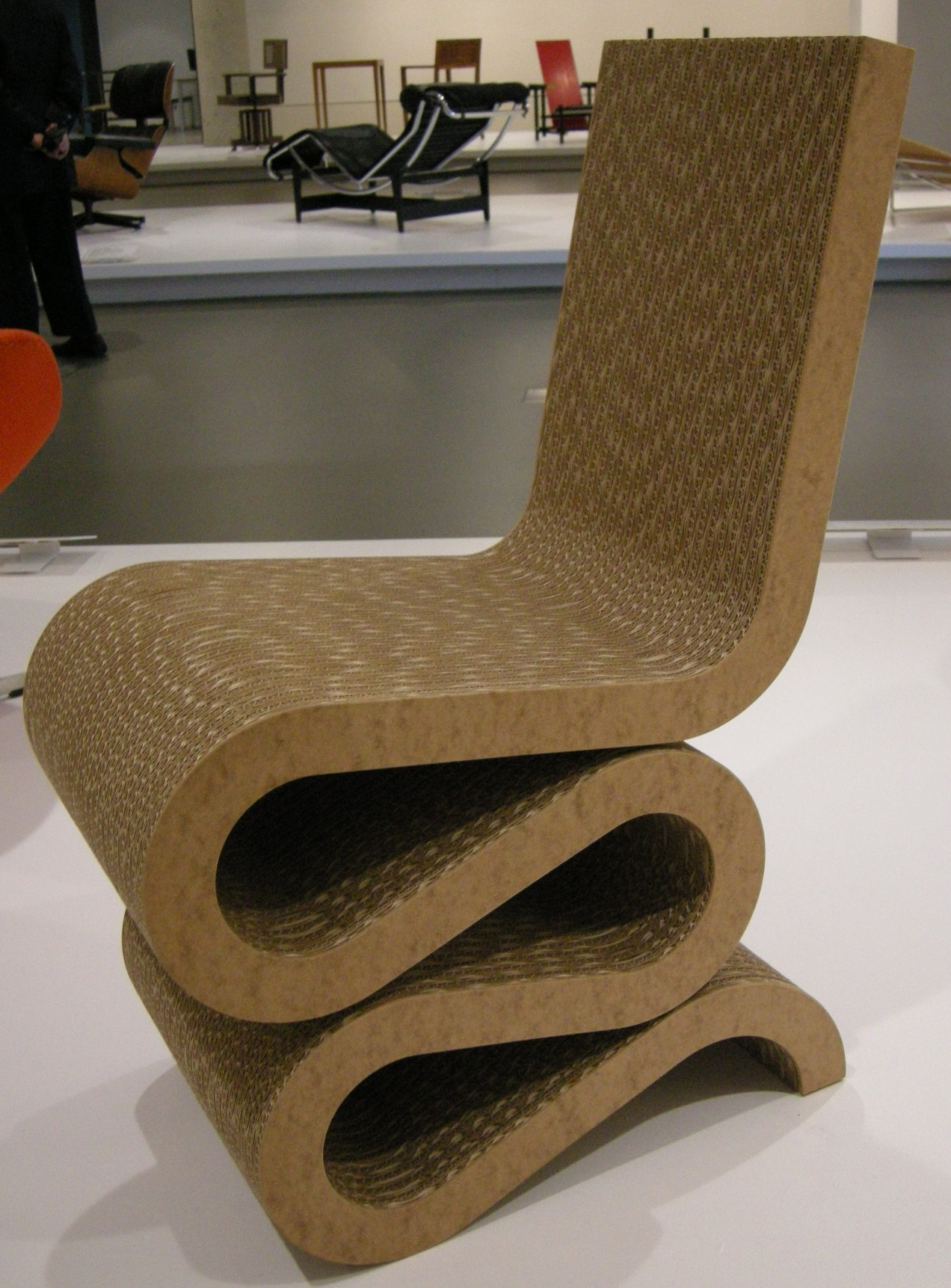
Wiggle Side Chair

La Wiggle Side Chair è una sedia progettata dall'architetto canadese, naturalizzato statunitense, Frank Gehry.

## Storia
Tra il 1969 e il 1973, Gehry progettò la linea di mobili Easy Edge. Questa linea fu interamente realizzata in cartone, materiale inusuale nella produzione di arredi. La Wiggle Side Chair rappresenta uno dei più celebri oggetti facenti parte di questa collezione. L'utilizzo del cartone nacque da un'intuizione casuale. Un giorno, mentre usciva dal suo studio di Los Angeles, l'architetto vide un ammasso di cartoni gettati sul ciglio della strada. Prese un taglierino e iniziò a sperimentare forme nuove, con un materiale mai utilizzato prima nella produzione di arredi.

## Descrizione
Realizzata con circa sessanta strati di cartone pressato, la Wiggle Side Chair rappresenta uno dei primi oggetti ecosostenibili, anticipando di circa 40 anni l'esigenza odierna di riciclare materiale. La sedia presenta una struttura ondulata e misura ottantasette centimetri in altezza e quarantatré centimetri dalla base alla seduta. Lunghezza e profondità misurano rispettivamente trentacinque e sessantuno centimetri.  Quando la sedia, assieme tutta la linea di mobili in cartone, venne messa in vendita riscosse molto successo. All'epoca, Frank O. Gehry non era ancora un architetto di fama mondiale. Il successo inaspettato costrinse Gehry a ritirare l'intera linea dal commercio, per paura di essere considerato un grande designer ma non un grande architetto. La sedia fu portata nuovamente sul mercato dall'azienda svizzera Vitra nel 1986.